# Wea

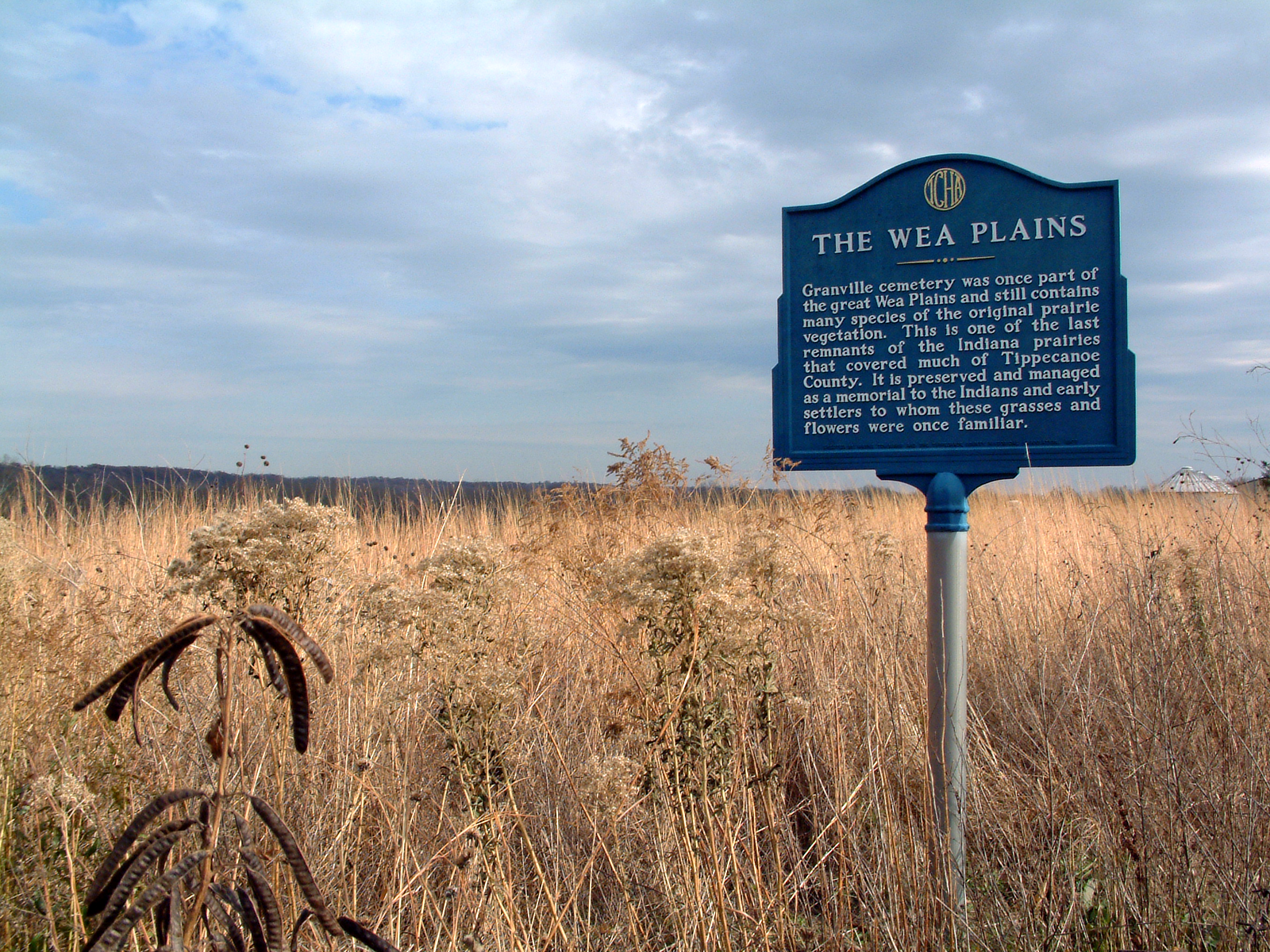
"The Wea Plains" (Los llanos Wea), una señal histórica cerca de la desaparecida ciudad de Granville en el condado Tippecanoe, Indiana.

Los weas son una tribu nativa de Indiana, Estados Unidos. Fueron una de las tribus de la Nación Miami, que en el siglo XIX constaba de la propia tribu Miami, Wea, Eel River y Piankashaw. Todas estas tribus firmaron tratados de forma individual, y fueron consideradas independientes políticamente las unas de las otras.
El nombre wea se usa hoy en día como la versión acortada de diferentes nombres. Se sugiere que procede de waayaahtanwa, derivado de waayaahtanonki, 'lugar del remolino'. El diferente deletreo del término se debe al influjo de diferentes culturas colonizadoras. Algunos de los términos franceses usados eran ouiatanon y ouiateno, que correspondían a sus poblados y que actualmente se conocen como Lafayette y Terre Haute Indiana respectivamente. Fue colocado un mojón por el Indiana Historical Bureau en 2004 describiendo la presencia de la Villa Wea Village en Terre Haute y de sus descendientes.
Con el incremento de la colonización europea y con la Remoción India, se firmaron muchos tratados en el siglo XIX, los cuales condujeron a la firma de un tratado que juntaba a los kaskaskias, peorias, y piankashaw en la Tribu Confederada Peoria en la actual Kansas y Oklahoma. Las tribus mezclaron sus tradiciones culturales, se asimilaron y se mestizaron con diversas.
Parte de la tribu no fue hacia el oeste y permaneció en Indiana. En los tratados se hacía mención a ellos como a los weas del Wabash, haciendo referencia al río de dicho nombre. Se dice que estos weas perdieron el reconocimiento federal cuando el fiscal general del estado de la época no reconoció a la Nación Miami en 1897 como parte de una política para eliminar las identidades y culturas indígenas. Al disminuir las presiones para su asimilación en las décadas de 1960 y 1970, esperan que nuevamente se les reconozca su identidad.
Los weas hablaban un dialecto de la lengua algonquina o la lengua miami-ilinois, la misma que los miamis y los peorias.